# Tolomeo XIV
Tolomeo Filopàtore Filadelfo (in greco antico: Πτολεμαῖος Φιλοπάτωρ Φιλάδελφος?, Ptolemàios Philopàtōr Philàdelphos; 59 a.C. circa – 44 a.C.), chiamato nella storiografia moderna Tolomeo XIV, è stato un faraone egizio appartenente al periodo tolemaico e uno degli ultimi membri dell'omonima dinastia.

## Biografia
Nato verso il 59 a.C., era il figlio del faraone Tolomeo XII. Giulio Cesare lo nominò re di Cipro nel 48 a.C. Alla morte del fratello maggiore Tolomeo XIII, avvenuta nel 47 a.C., fu nominato coreggente della sorella più grande Cleopatra.
Cleopatra sposò il fratello, pur rimanendo amante del dittatore romano. Per la sua giovane età è presumibile che Tolomeo fosse soltanto nominalmente re d'Egitto, anche se rimase al potere da solo, quando Cleopatra andò a Roma. Dopo la morte di Giulio Cesare, il 15 marzo 44 a.C., Cleopatra tornò in Egitto. Nell'estate dello stesso anno, Tolomeo XIV morì, secondo alcuni avvelenato dalla sorella. Il 2 settembre del 44 Tolomeo XV Cesarione fu associato al trono insieme alla madre.

## Ascendenza
|                  |   |               | Genitori     |  |  | Nonni |  |  | Bisnonni     |  |  | Trisnonni |  |
|                  |   |               |              |  |  |       |  |  | Tolomeo VIII |  |  | Tolomeo V |  |
|                  |   |               |              |  |  |       |  |  | Tolomeo VIII |  |  | Tolomeo V |  |
|                  |   | Cleopatra I   |              |  |  |       |  |  | Tolomeo VIII |  |  |           |  |
| Tolomeo IX       |   |               |              |  |  |       |  |  | Tolomeo VIII |  |  |           |  |
|                  |   | Cleopatra III | Tolomeo VI   |  |  |       |  |  |              |  |  |           |  |
|                  |   | Cleopatra III | Tolomeo VI   |  |  |       |  |  |              |  |  |           |  |
|                  |   | Cleopatra III | Cleopatra II |  |  |       |  |  |              |  |  |           |  |
| Tolomeo XII      |   | Cleopatra III |              |  |  |       |  |  |              |  |  |           |  |
|                  |   | Tolomeo VIII  | Tolomeo V    |  |  |       |  |  |              |  |  |           |  |
|                  |   | Tolomeo VIII  | Tolomeo V    |  |  |       |  |  |              |  |  |           |  |
|                  |   | Tolomeo VIII  | Cleopatra I  |  |  |       |  |  |              |  |  |           |  |
| Cleopatra Selene |   | Tolomeo VIII  |              |  |  |       |  |  |              |  |  |           |  |
|                  |   | Cleopatra III | Tolomeo VI   |  |  |       |  |  |              |  |  |           |  |
|                  |   | Cleopatra III | Tolomeo VI   |  |  |       |  |  |              |  |  |           |  |
|                  |   | Cleopatra III | Cleopatra II |  |  |       |  |  |              |  |  |           |  |
| Tolomeo XIV      |   | Cleopatra III |              |  |  |       |  |  |              |  |  |           |  |
|                  | … | …             |              |  |  |       |  |  |              |  |  |           |  |
|                  | … | …             |              |  |  |       |  |  |              |  |  |           |  |
|                  | … | …             |              |  |  |       |  |  |              |  |  |           |  |
| …                | … |               |              |  |  |       |  |  |              |  |  |           |  |
|                  |   | …             | …            |  |  |       |  |  |              |  |  |           |  |
|                  |   | …             | …            |  |  |       |  |  |              |  |  |           |  |
|                  |   | …             | …            |  |  |       |  |  |              |  |  |           |  |
| …                |   | …             |              |  |  |       |  |  |              |  |  |           |  |
|                  |   | …             | …            |  |  |       |  |  |              |  |  |           |  |
|                  |   | …             | …            |  |  |       |  |  |              |  |  |           |  |
|                  |   | …             | …            |  |  |       |  |  |              |  |  |           |  |
| …                |   | …             |              |  |  |       |  |  |              |  |  |           |  |
|                  |   | …             | …            |  |  |       |  |  |              |  |  |           |  |
|                  |   | …             | …            |  |  |       |  |  |              |  |  |           |  |
|                  |   | …             | …            |  |  |       |  |  |              |  |  |           |  |
|                  |   | …             |              |  |  |       |  |  |              |  |  |           |  |